# Российско-северокорейская граница
Российско-северокорейская граница протяжённостью 39,4 (по другим данным — 39,1) км, в том числе 17,3 (16,9 или 17) км речной и 22,1 (22,2) км морской, представляет собой самый короткий из всех участков государственной границы Российской Федерации.
Вся граница России и КНДР — водная, так как 16,9 км границы проходит по фарватеру реки Туманная (кор. 두만강. Туманган) и около 1,9 км по эстуарию реки в акватории Японского моря. С российской стороны к границе с КНДР примыкает Хасанский район (Приморский край), со стороны КНДР — территория города прямого подчинения (СЭЗ) Насон. Основная пограничная застава — «Песчаная».
Во второй половине XIX века границу пересекли несколько тысяч корейских беженцев и переселенцев, потомками которых являются большинство корейцев в России и странах СНГ.
Через реку Туманную (Туманган) в 800 м юго-западнее станции Хасан между границами России и КНДР построен железнодорожный мост Дружбы. Автомобильные и пешеходные пограничные переходы отсутствуют. Приграничный населённый пункт — посёлок Хасан.

## История и значение

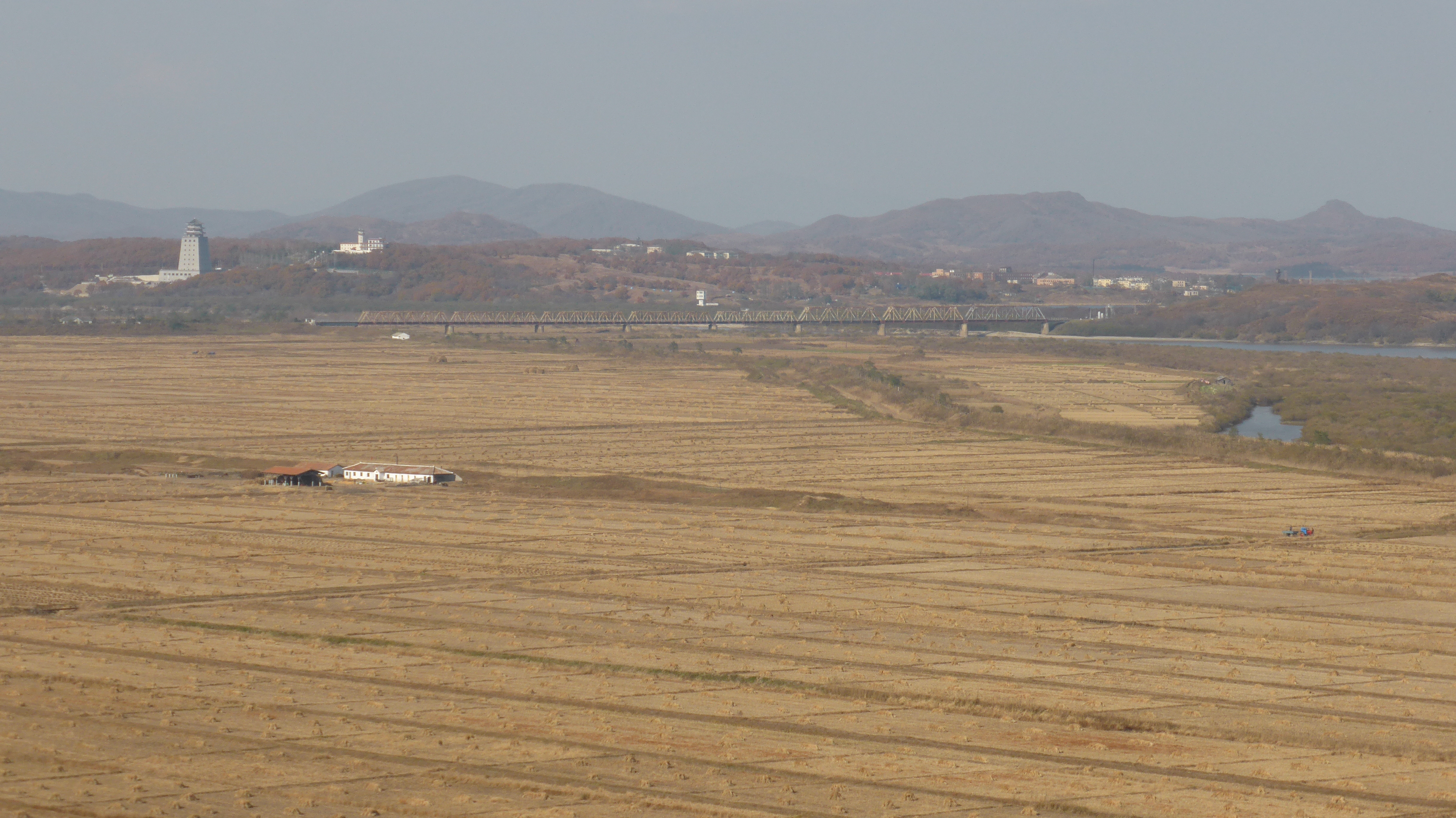
Мост Дружбы, соединивший КНДР с РФ. Поля КНДР — на переднем плане, посёлок Хасан расположен на левом (дальнем на снимке) берегу реки. Белая башня слева — на китайской территории.

Официально граница между двумя странами была установлена в 1861 году. Она сразу же получила важное стратегическое значение, так как стык границ России и Кореи от доступа к акватории Японского моря изолировал Китай. В период 1905—1945 гг., когда Корея перешла под власть Японии, российско-корейская граница фактически превратилась в часть российско-японской, а затем советско-японской. В целях освоения природных ресурсов южного Приморья и защиты его границ от японских интервентов в 1938 году началось строительство железнодорожной линии от станции Барановский до населённого пункта Краскино протяжённостью 190 км. Строительство было завершено в 1941 году. После окончания Великой Отечественной войны линия Барановский-Краскино была продолжена до государственной границы с КНДР и её общая протяженность составила 238 км. Конечным пунктом линии стала станция Хасан (рядом находится одноимённое озеро). Станция Хасан была открыта для работы 28 сентября 1951 года. Она недолго оставалась тупиковой: через реку Туманган, по фарватеру которой проходит государственная граница, был построен временный деревянный мост, и уже в 1952 году в Корею прошли первые рабочие поезда.
В 1990 году СССР и КНДР подписали договор об установлении линии государственной границы по фарватеру Туманной, благодаря чему территория бывшего острова Ноктундо площадью 32 км² была признана советской. Эту сделку не признала Южная Корея, которая продолжает считать территорию Ноктундо своей.

## Определение границы

### Прохождение линии
Документами, устанавливающими прохождение государственной границы, являются:
- Договор между СССР и КНДР о прохождении линии советско-корейской государственной границы от 17 апреля 1985 года;
- Соглашение между Советом министров РСФСР, Государственным советом КНР и Правительством КНДР об определении линии разграничения пограничных водных пространств трех государств на реке Туманная от 3 ноября 1998 года.

### Демаркация
Документами демаркации, отражающими обозначение на местности государственной границы, являются:
- Протокол между Правительством СССР и Правительством КНДР о демаркации советско-корейской государственной границы от 3 сентября 1990 года;
  - Дополнительный Протокол между Правительством России и Правительством КНДР к Протоколу от 9 февраля 2004 года.
- Протокол-описание точки стыка государственных границ России, КНР и КНДР на реке Туманная (Туманган) между Правительством Российской Федерации, Государственным советом КНР и Правительством КНДР от 20 июня 2002 года;

### Обустройство
Межправительственными соглашениями между Российской Федерацией и Корейской Народно-Демократической Республикой в сфере обустройства государственной границы являются:
- Соглашение между Правительством России и Правительством КНДР о взаимных поездках граждан от 24 января 1997 года;
- Соглашение между Правительством России и Правительством КНДР о воздушном сообщении от 21 мая 1997 года;
- Соглашение между Правительством России и Правительством КНДР о сотрудничестве в таможенных делах от 8 октября 2003 года.

## Рельеф

Карта боевых действий 1938 года в районе реки Туманной и озёр Хасан и Дорицени между СССР и прояпонской Маньчжоу-го. Показан современный стык границ КНДР, РФ и КНР

Так как корейский берег реки высок и горист, а российский более низменный, в ходе паводков русло реки Туманной смещается в сторону России (подобное явление наблюдается и на российско-китайской границе по реке Амур), тем самым уменьшая территорию страны и создавая угрозу наводнения в посёлке Хасан и на пограничной заставе «Песчаная». С лета 2003 года на этом участке ведутся постоянные работы по засыпке скальным грунтом для защиты от напора воды.

## Пересечение границы
Через реку Туманную (Туманган) в 800 м юго-западнее станции Хасан между границами России и КНДР построен железнодорожный мост Дружбы. Автомобильные и пешеходные пограничные переходы отсутствуют. Приграничный населённый пункт — посёлок Хасан.
14 апреля 2015 года заместитель Министра транспорта РФ Николай Асаул и заместитель Министра автомобильного и морского транспорта КНДР Квак Ир Рён подписали Соглашение о международном автомобильном сообщении. Договорённость касалась постройки автомобильного моста в районе пограничного пункта пропуска Хасан, рядом с действующим железнодорожным Мостом Дружбы через реку Туманная (Туманган). По оценкам экспертов проект получил статус затяжного из-за возможных интересов третьей стороны.
Соглашение о строительстве мостового перехода было подписано правительствами России и КНДР 20 июня 2024 года.
В феврале 2024 года появилась новость о том, что КНДР посетили первые туристы. Это произошло после перерыва, вызванного пандемией. Туристы следовали в Корею авиарейсом Владивосток — Пхеньян.

## Инциденты
В октябре 2016 года российские пограничники задержали северокорейское рыбопромысловое судно. По сообщению ФСБ России девять членов команды судна были ранены, один из них позднее скончался. Также в процессе задержания был ранен один российский пограничник.
Несколько задержаний браконьерский кораблей было проведено в сентябре и октябре 2019 года.

## Галерея

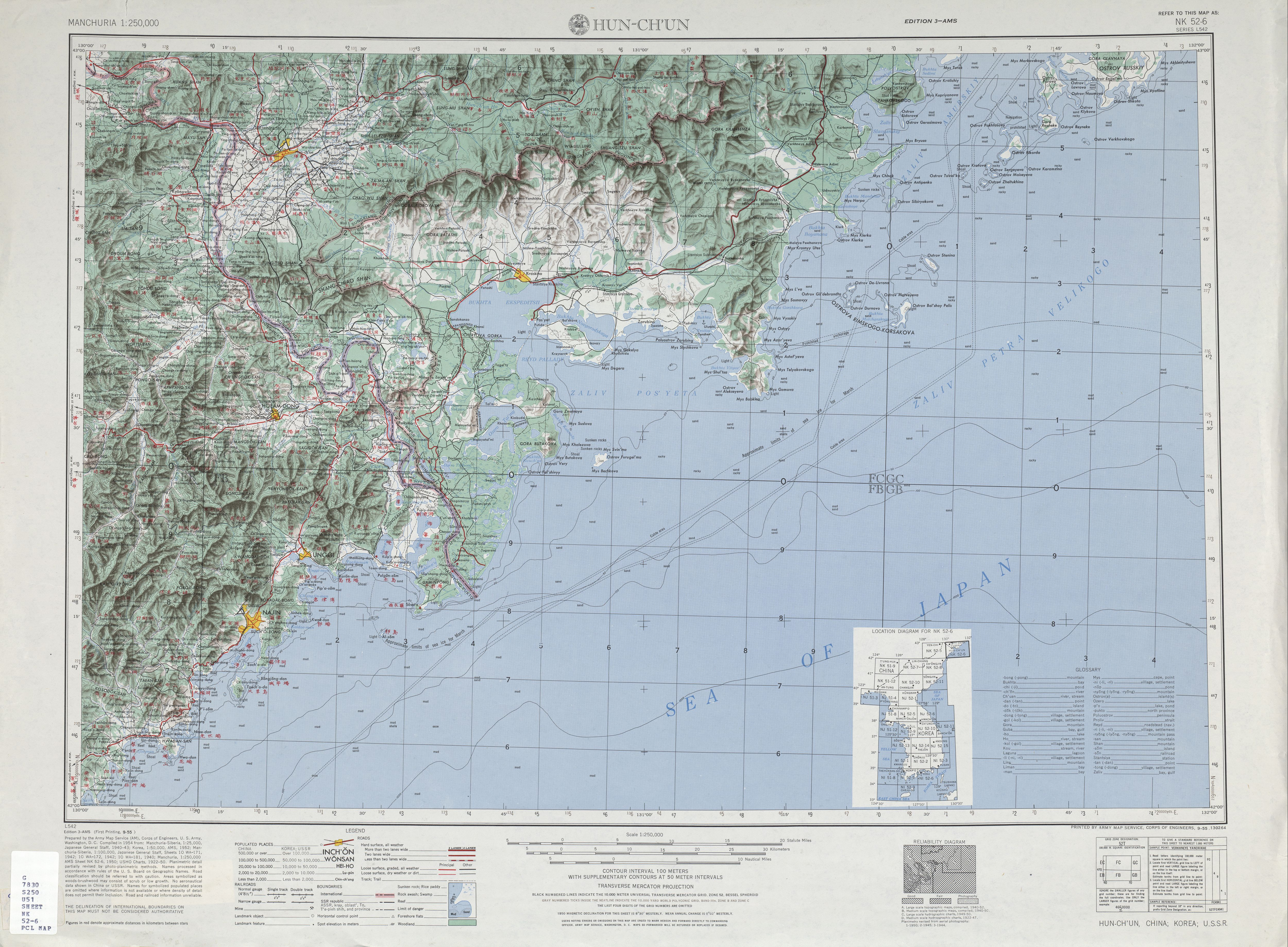
Карта с указанием границы КНДР и СССР (1954 г.)
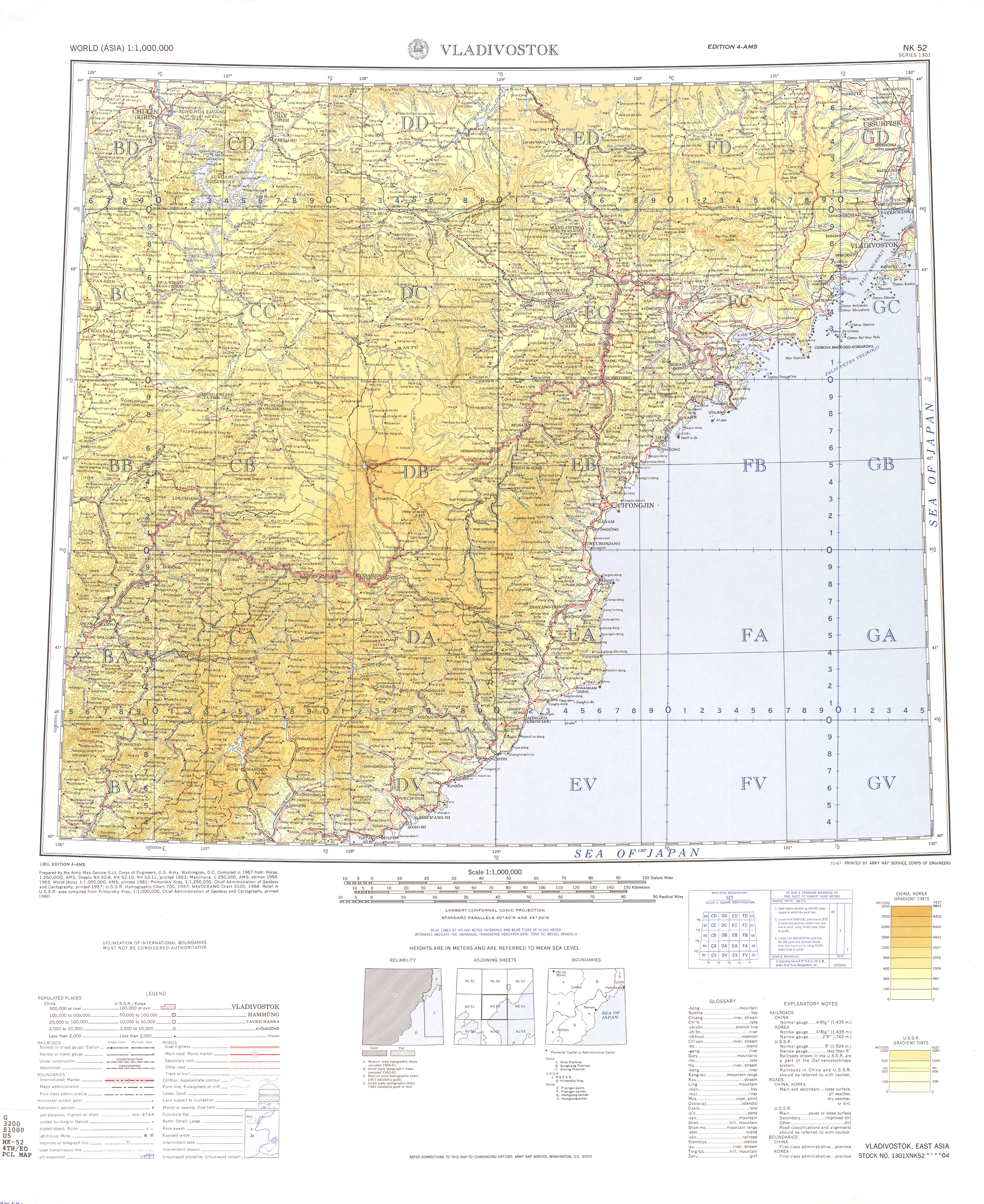
Карта, включающая границу между КНДР и СССР, с Международной карты мира (1967)
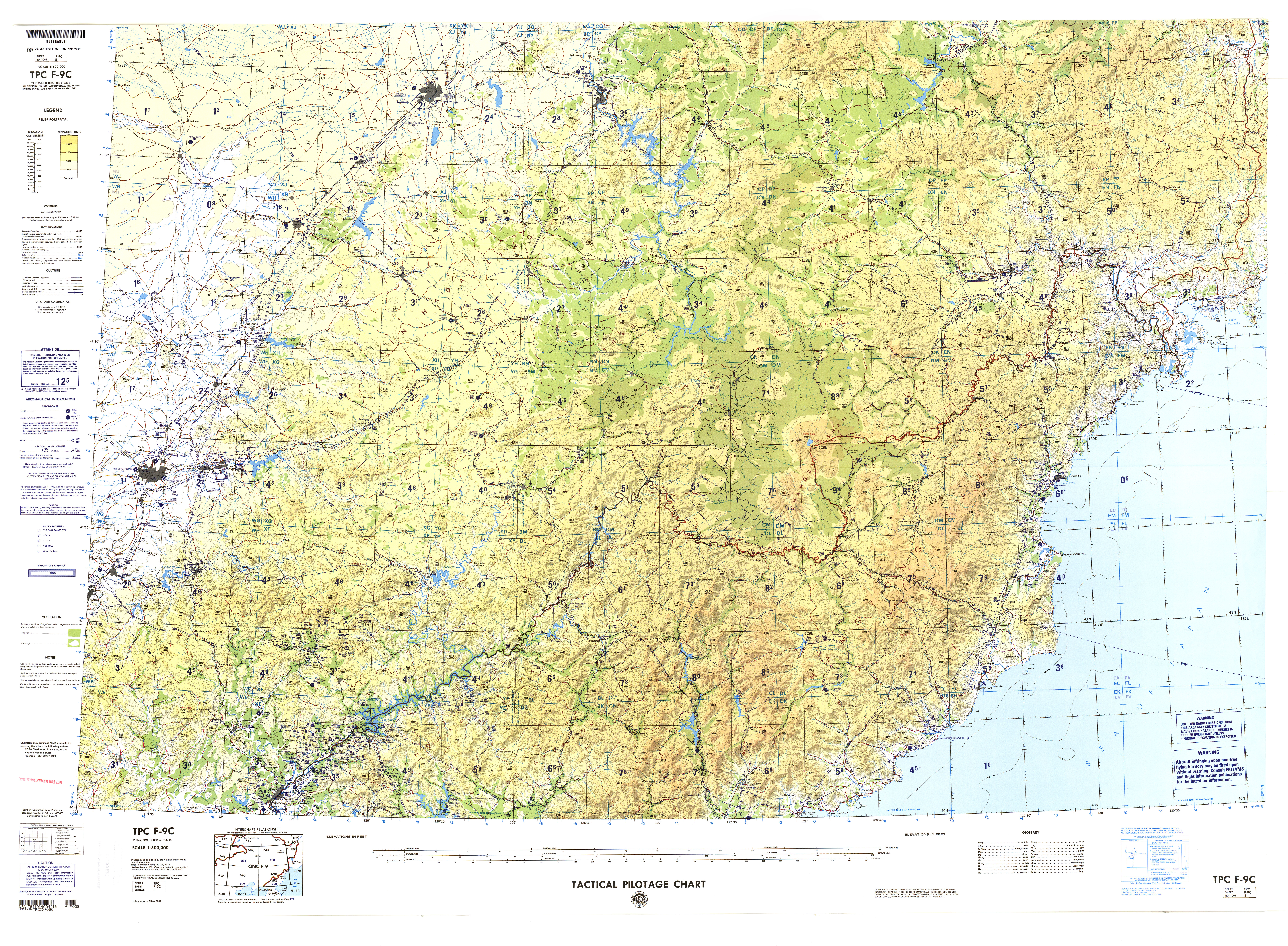
Карта, включая северокорейско-российскую границу

## Пограничные регионы
Регионы КНДР, граничащие с Россией:
- Расон (город прямого подчинения)
- Хамгён-Пукто (провинция)

 Область России, граничащая с КНДР:
- Приморский край